# Mangrovevireo
Mangrovevireo (Vireo pallens) är en fågelart i släktet vireo i ordningen tättingar. Den lever i buskskogar, regnskogar, torrskogar och mangroveskogar.

## Utbredning och taxonomi
Arten förekommer i Belize, Costa Rica, El Salvador, Guatemala, Honduras, Mexiko och Nicaragua. Både antalet indelade underarter och artgränser är omtvistade. Tongivande eBird/Clements delar upp den i fem underarter med följande utbredning:
- Vireo pallens paluster – mangrove i nordvästra Mexiko (sydvästligaste Sonora till Nayarit)
- ochraceus/semiflavus-gruppen
  - Vireo pallens semiflavus – sydöstra Mexiko (Yucatánhalvön) till Belize och Nicaragua
  - Vireo pallens ochraceus – mangrove utmed stillahavskusten i Guatemala och El Salvador
- Vireo pallens pallens – mangrove från västra Honduras till västra Nicaragua och västra Costa Rica
- Vireo pallens providencia – Isla Providéncia och Isla Santa Catalina i Karibiska sjön

International Ornithological Congress urskiljer istället följande tio underarter:
- Vireo pallens paluster – kustnära nordvästra Mexiko
- Vireo pallens ochraceus – sydvästra Mexiko, västra Guatemala och västra El Salvador
- Vireo pallens pallens – södra Honduras, västra Nicaragua och västra Costa Rica
- Vireo pallens nicoyensis – Nicoyahalvön i nordvästra Costa Rica
- Vireo pallens salvini – sydöstra Mexiko och norra Belize
- Vireo pallens semiflavus – norra Guatemala och södra Belize till östra Nicaragua
- Vireo pallens wetmorei – El Cayo utanför östra Guatemala
- Vireo pallens angulensis – Bahiaön utanför norra Honduras
- Vireo pallens browningi – sydöstra Nicaragua
- Vireo pallens providencia – Isla Providéncia och Isla Santa Catalina i Karibiska sjön

## Status
IUCN beräknar att det finnas mellan 500 000 och fem miljoner individer av arten, och dess utbredning sträcker sig över ett 264 000 km² stort område. Då arten har ett mycket stort utbredningsområde och en stor population uppnår den inte kriterierna för sårbar, varför den idag betecknas som livskraftig (LC).